# Xenology
Xenology là bộ môn nghiên cứu khoa học về cuộc sống ngoài Trái Đất. Bắt nguồn từ xenos của Hy Lạp, với tư cách là một người thực chất có nghĩa là "người lạ, người lang thang, người tị nạn" và như một tính từ "nước ngoài, người ngoài hành tinh, lạ, không bình thường".

## Công dụng

### Trong khoa học viễn tưởng
Nó được sử dụng để biểu thị khoa học giả thuyết mà đối tượng nghiên cứu của chúng sẽ là đời sống ngoài Trái Đất được phát triển bởi các dạng sống ngoài hành tinh. Trong các phê bình và nghiên cứu khoa học viễn tưởng, thuật ngữ này đã được ủng hộ bởi các nhà văn như David Brin ("Xenology: Khoa học mới về việc hỏi 'Ai ở ngoài kia?'" Analog, ngày 26 tháng 4 năm 1983)  như một sự tương tự của dân tộc học (mặt đất). Bằng cách mở rộng, thuật ngữ này cũng có thể đề cập đến việc tạo ra hư cấu của "loài người thay thế".
Các trường hợp trong đó Xenology đã được đề cập đến trong một tác phẩm của Khoa học viễn tưởng bao gồm cuốn tiểu thuyết Roadside Picnic của Brothers Strugatsky năm 1972. Trong phần ba của tác phẩm, một trong số đó là một nhân vật, người đoạt giải Nobel tên là Valentine Pillman, đã giải thích Xenology là "một sự kết hợp không tự nhiên của khoa học viễn tưởng và logic hình thức.. " 

### Trong nghiên cứu văn hóa
Thuật ngữ Xenology được sử dụng bởi nhà Ấn Độ học người Đức Wilhelm Halbfass trong Indien und Europa, Perspektiven ihrer geistigen Begegnung (Ấn Độ và Châu Âu: Quan điểm về cuộc gặp gỡ tâm linh của họ) (1981)  để biểu thị sự nghiên cứu về quan điểm dân tộc học của họ. Đối với các loại sinh vật bên ngoài khác, nói cách khác, những cách tích cực hoặc tiêu cực trong đó một nền văn hóa nhất định định nghĩa cho những sinh vật bên ngoài hoặc xa lạ với nó. Xenology là bộ môn nghiên cứu về các phương thức khác nhau, theo đó bản thân sự khác biệt được định nghĩa "trong một sự va chạm lịch sử phức tạp của các nền văn hóa".

### Trong khoa học
Không có cuộc sống ngoài Trái Đất đã được xác định. Robert A. Freitas Jr. đã tự xuất bản một cuốn sách về chủ đề này, Xenology: Giới thiệu về nghiên cứu khoa học về cuộc sống ngoài Trái Đất, trí thông minh và văn minh (XRI, 1979). Freitas lập luận cho tính ưu việt của thuật ngữ này trong bối cảnh cuộc sống ngoài Trái Đất trong một bức thư năm 1983 gửi cho tạp chí Nature.